# Бугриёв, Сергей Сергеевич
Сергей Сергеевич Бугриёв (род. 16 марта 1998, Зеленчукская, Карачаево-Черкесская Республика) — российский футболист, защитник костромского «Спартака».

## Биография
Начал играть в футбол в четыре года с отцом. С шести лет занимался в спортивной секции, первый тренер Сергей Александрович Бардаков. Через три года поступил в ДЮСШ «Смена», вскоре ставшую академией «Зенита». В 2013 году в составе команды 1998 года рождения выиграл первенство России. Победитель Мемориала Гранаткина 2015 года в составе сборной Михаила Галактионова. Бронзовый призёр чемпионата России-2015 U-17 и молодежного первенства Санкт-Петербурга в составе «Зенита». Сыграл шесть матчей в Юношеской лиге УЕФА 2015/2016.
Окончил академию «Зенита» с золотой медалью, поступил в Политехнический университет в институт физики, нанотехнологий и телекоммуникаций.
В сезонах 2015/16 — 2016/17 за молодёжную команду «Зенита» сыграл 24 матча, забил два гола. В марте 2017 года вместе с двумя одноклубниками был отдан в аренду в клуб второй лиги Словакии «Кошице», где уже выступали два зенитовца. До конца сезона сыграл один матч — 4 июня против «Скалицы» (0:1). Клуб завоевал путёвку в высшую лигу, но не прошёл лицензирование.
В сезонах 2017/18 — 2019/20 Бугриёв сыграл 58 матчей, забил один гол за фарм-клуб «Зенита». В январе 2020 года перешёл в клуб ФНЛ «Томь», в сезоне 2019/20 не играл из-за травмы, в сезоне 2020/21 провёл 14 матчей. В августе 2021 года перешёл в клуб чемпионата Казахстана «Кызыл-Жар СК» Петропавловск. Сыграл по два матча в чемпионате и Кубке Казахстана и один матч за молодёжную команду в первой лиге. 
28 февраля 2022 года перешёл в белорусский клуб «Витебск». В июне 2022 года покинул клуб.